# Pierbach
Pierbach  ist eine Gemeinde in Oberösterreich im Bezirk Freistadt im Mühlviertel mit 1019 Einwohnern (Stand 1. Jänner 2025).

## Geografie
Die hügelige Landschaft wird durch die Große und die Kleine Naarn entwässert. Die Große Naarn durchfließt das Gemeindegebiet von Nordosten, wo sie auch die Gemeindegrenze bildet, nach Südwesten. Dort nimmt sie die Kleine Naarn auf, diese bildet die Grenze im Westen. Die Mündung liegt 480 Meter über dem Meer, der Ort Pierbach auf 494 Meter. Die höchsten Erhebungen sind der Bodenberg mit 711 Meter, der Bischofsberg mit 801 Meter und die Burgruine Ruttenstein auf 750 Meter. Die Ausdehnung beträgt von Nord nach Süd 5,3 und von West nach Ost 8,6 Kilometer.
Die Gemeinde hat eine Fläche von 22,8 Quadratkilometer. Davon sind 52 Prozent bewaldet und 41 Prozent sind landwirtschaftliche Nutzfläche.

### Gemeindegliederung
Das Gemeindegebiet umfasst folgende 13 Ortschaften (in Klammern Einwohnerzahl Stand 1. Jänner 2025):
- Bergerriedl (52)
- Hinterhütten (51)
- Höfnerberg (144)
- Kleinhöfnerberg (31)
- Kreuzberg (38)
- Lindnerberg (24)
- Meislberg (27)
- Mühltal (109)
- Naarntal (37) samt Klaus
- Niederhofstetten (66) samt Ruttenstein
- Oberhofstetten (62) samt Höllberg
- Pierbach (271)
- Sonnleitn (107)

Die Gemeinde besteht aus den Katastralgemeinden Hofstetten und Pierbach.
Die Gemeinde gehörte bis Ende 2002 zum Gerichtsbezirk Unterweißenbach, von 2003 bis 2013 zum Gerichtsbezirk Pregarten, und wurde per 1. Jänner 2013 dem Gerichtsbezirk Perg zugeteilt.

### Nachbargemeinden
| Schönau im Mühlkreis | Unterweißenbach                             |                           |
|                      | Kompassrose, die auf Nachbargemeinden zeigt | Königswiesen              |
| Bad Zell             | Rechberg                                    | St. Thomas am Blasenstein |

## Geschichte
Der Ort Pierbach ist vermutlich um das Jahr 1000 entstanden. Die erste urkundliche Erwähnung datiert von 1114, wo Rudolf der Jüngere von Perge der Kirche von Pergkirchen ein Gebiet schenkt, begrenzt von Perenkirchen (Pergkirchen), Naerdin (Naarn) und Pirichbach remocior (dem etwas entfernteren Pierbach).
Die Burg Ruttenstein wird mit dem Namen „Rotenstein“ im 12. Jahrhundert als bambergischer Besitz genannt. Sie wurde das Rodungszentrum des Grafen von Clam-Velburg im mittleren Mühlviertel. Erstmals urkundlich erwähnt wird sie 1209. Da Ulrich von Clam-Velburg kinderlos war, als er 1218 im 5. Kreuzzug starb, fiel die Burg  an den Herzog Leopold VI., der sie an die Familie der Kapeller verpfändete. Diese vergrößerten die Burg um 1300. Nachdem die Familie 1406 ausstarb, wechselten die Besitzer mehrfach, bis sie 1556 an Ferdinand Helfried von Meggau kam. Durch Heirat gelangte sie in den Besitz der Grafen Dietrichstein. Da diese die Burg nicht bewohnten, verfiel diese. In einer Zeichnung von Georg Matthäus Vischer um 1674 ist sie bereits als Ruine dargestellt. Zur Burg gehörten auch große Waldgebiete, die Erträge lieferten. Das Anwesen wechselte wieder den Eigentümer und wurde 1823 von Ernst Herzog von Sachsen-Coburg und Gotha erworben, dessen Nachfolger noch heute die Ruine und die Waldungen besitzen. Ab 2000 wurden Sanierungsarbeiten durchgeführt, die Pflege der Anlage führt ein Burgverein durch.

## Kultur und Sehenswürdigkeiten
- Burgruine Ruttenstein[5]
- Burgstall Neuhaus im Naarntal

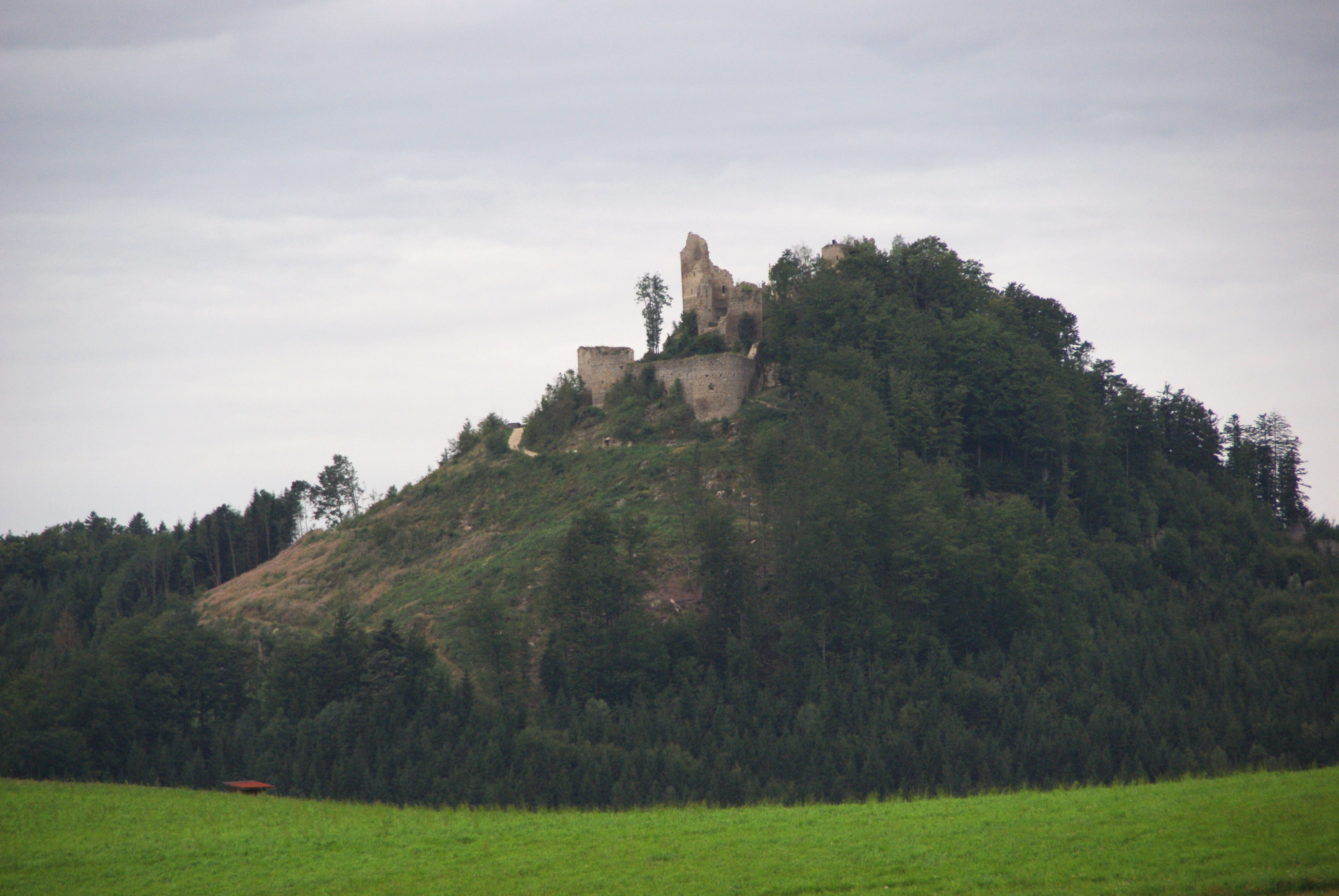
Burgruine Ruttenstein

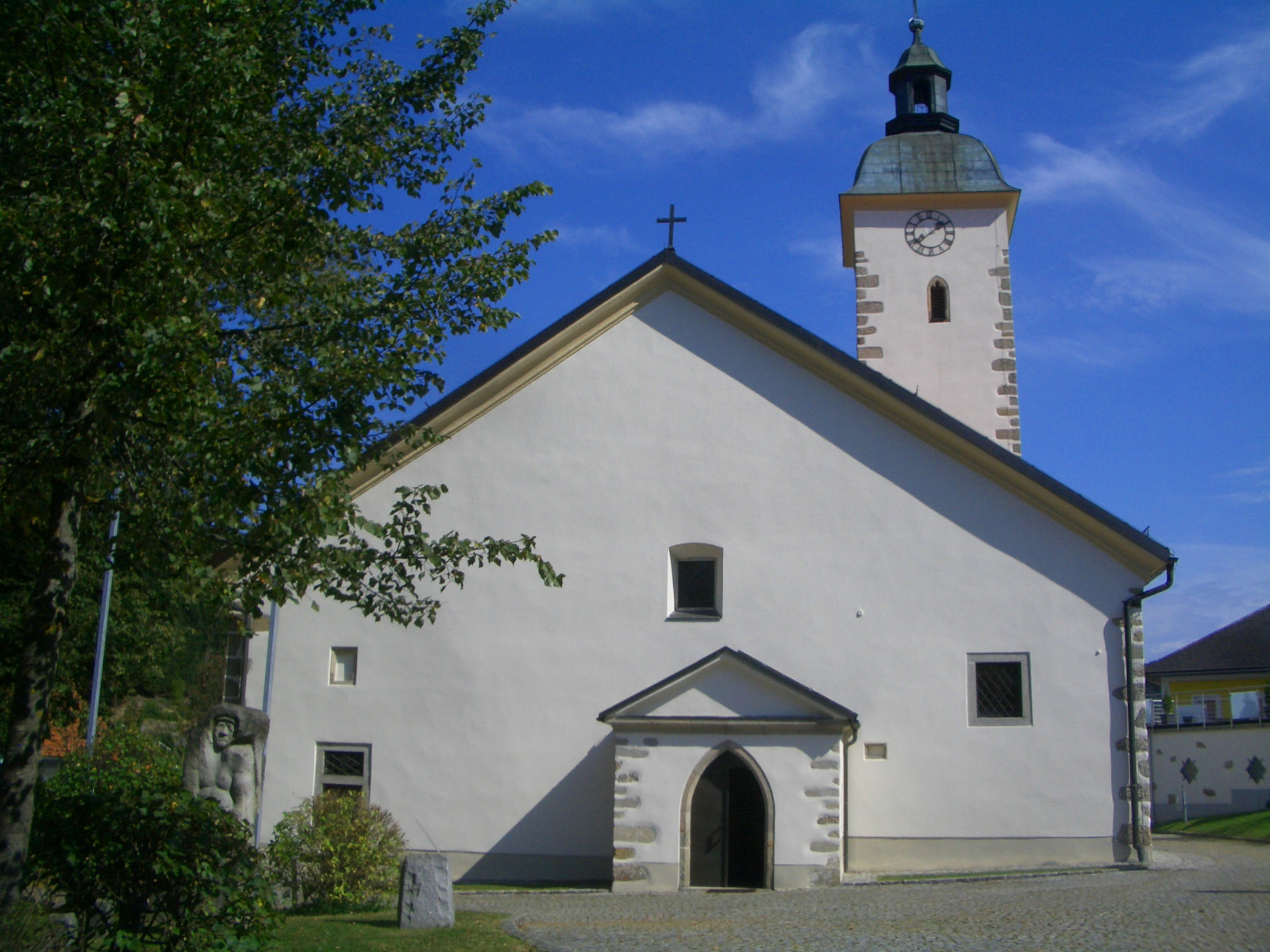
Pfarrkirche Pierbach

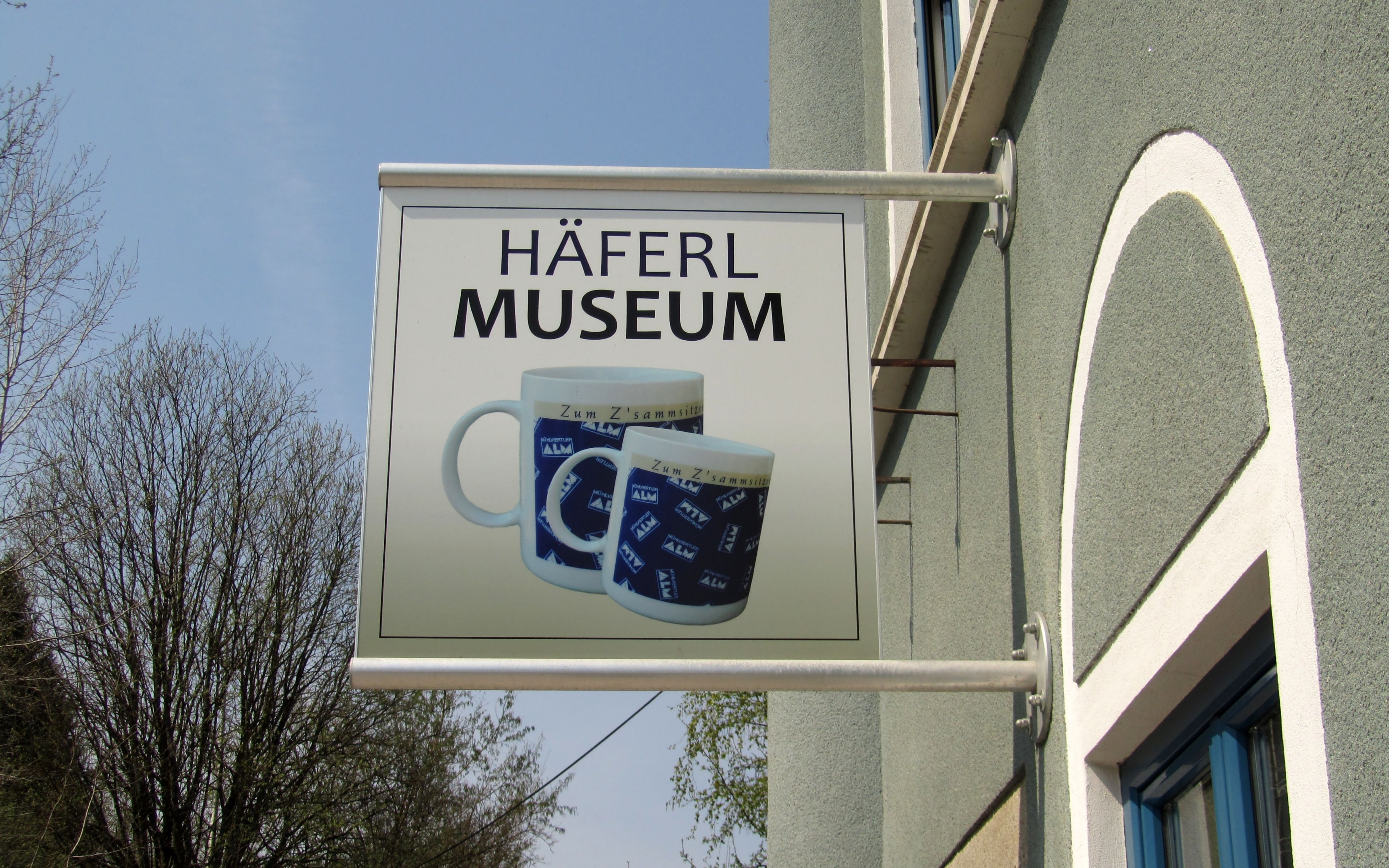
Schild des Häferlmuseums in Pierbach

- Katholische Pfarrkirche Pierbach hl. Quirinus: Urkundlich 1150 erwähnt, wurde Pierbach 1372 zur Pfarre erhoben. Das Patronat über die Pfarre übte seit 1688 der jeweilige Inhaber der Herrschaft Ruttenstein aus. Die Kirche ist eine romanisch/gotische dreischiffige Pseudobasilika mit einem gotischen Altarraum, Kirchturm und spätgotischen Seitenschiffen. Im Inneren befinden sich Wandmalereien aus dem 16. Jahrhundert. Der Hochaltar (Kreuzigungsgruppe) aus dem Umkreis des Meinrad Guggenbichler. Die barocken Seitenaltäre stammen aus dem Jahr 1680, die Kanzel aus dem 17./18. Jahrhundert. Die Orgel ist ein Werk Herbert Gollinis aus dem Jahr 1971 (2 Manuale, 10 Register). Verschiedene Einzelfiguren in der Kirche stammen aus der Gotik (um 1500), bzw. aus dem 17. Jahrhundert (Umkreis der Bildhauerfamilie Zürn)
- Häferlmuseum[6]
- Bildstock Augenbründl: Eine gerade noch im Gemeindegebiet unterhalb der Zigeunermauern gelegene Quelle, die in der Vergangenheit bei Augenerkrankungen als Heilquelle genutzt wurde. Das ursprünglich dort befindliche Holzkreuz wurde 1967 durch einen Bildstock ersetzt. Geographische Lage ~ 48° 20′ 8,2″ N, 14° 45′ 43,2″ O.

## Wirtschaft und Infrastruktur
Wegen seiner Lage ist Pierbach eine landwirtschaftlich geprägte Gemeinde. Insgesamt sind 13 Gewerbebetriebe im Gemeindegebiet ansässig.

### Verkehr
- Straße: Das Gemeindegebiet von Pierbach wird von der Königswiesener Straße B 124 in ostwestlicher Richtung durchquert.
- Wege: Das Ortszentrum ist Ausgangspunkt für den überregionalen Wander- und Pilgerweg Johannesweg.

## Politik

### Gemeinderat
Der Gemeinderat hat 13 Mitglieder.
| Partei | 2021    | 2021    | 2015  | 2015    | 2009  | 2009    | 2003  | 2003    | 1997  | 1997    |
| Partei | Prozent | Mandate | %     | Mandate | %     | Mandate | %     | Mandate | %     | Mandate |
| ------ | ------- | ------- | ----- | ------- | ----- | ------- | ----- | ------- | ----- | ------- |
| ÖVP    | 100     | 13      | 69,46 | 9       | 63,40 | 8       | 60,06 | 8       | 71,77 | 10      |
| SPÖ    |         |         | 30,54 | 4       | 36,60 | 5       | 39,94 | 5       | 28,23 | 3       |

### Bürgermeister
Bürgermeister seit 1850 waren:
- 1850–1858 Leopold Kern
- 1858–1860 Michael Lehner
- 1860–1867 Simon Gradl
- 1867–1870 Michael Prinz
- 1870–1879 Johann Walter
- 1879–1882 Michael Wansch
- 1882–1885 Michael Ebner
- 1885–1894 Michael Wansch
- 1894–1897 Ignaz Rothmayr
- 1897–1903 Josef Freynschlag
- 1903–1924 Mathias Walter
- 1924–1926 Leopold Haslhofer
- 1926–1938 Heinrich Koller
- 1938–1939 Karl Wimmer
- 1939–1939 Firedrich Schwieger
- 1939–1944 Alois Haslhofer
- 1944–1945 Ernst Bayerl
- 1945–1973 Ludwig Koller
- 1973–1984 Franz Haslhofer
- 1984–1996 Heinrich Leitner
- 1996–2009 Isidor Bauernfeind (ÖVP)
- 2009–2015 Martin Mayringer (ÖVP)
- seit 2015 Richard Freinschlag (ÖVP)[13]

### Wappen
Blasonierung (Offizielle Beschreibung des Gemeindewappens): „In Schwarz eine silberne, erniedrigte und eingeschweifte Deichsel, überhöht von einem fünfmal von Rot und Silber im Bogenschnitt schräg geteilten Schild.“

Das rot-silberne Schild stellt das Wappen der Kapeller, den ehemaligen Herren der Ruine Ruttenstein dar. Die Deichsel steht für den Zusammenfluss der kleinen und der großen Naarn.

Die Gemeindefarben sind: Rot-Weiß

## Persönlichkeiten

### Söhne und Töchter der Gemeinde
- Heinrich Fasching (1929–2014), Weihbischof der Diözese St. Pölten
- Barbara Blaha Pfeiler (* 1952), Linguistin

### Personen mit Bezug zur Gemeinde
- Eduard Bousrd Bangerl (1956–2012), Kunstpädagoge und Maler